# Gare de Saint-Aulaire
Gare de Saint-Aulaire vasútállomás Franciaországban, Saint-Aulaire településen.

## Vasútvonalak
Az állomást az alábbi vasútvonalak érintik:
- Brive-Nexon-vasútvonal
- Thiviers-Saint-Aulaire-vasútvonal

## Kapcsolódó állomások
A vasútállomáshoz az alábbi állomások vannak a legközelebb:
- Gare d'Objat
- Gare du Burg